# Прадавня Аратта — Україна
Істо́рико-археологі́чний музе́й «Прада́вня Ара́тта — Украї́на» — приватний археологічний музей розташований в селі Трипіллі на березі Дніпра неподалік Дівич-гори, на місці розкопок прадавньої трипільської культури. Заснували музей колекціонер Олександр Поліщук, архітектор Володимир Лазоренко, художник Анатолій Гайдамака і історик-белетрист Юрій Шилов, відомий завдяки своїй альтернативній версії історій, не визнаній серед наукової спільноти.
Єдиний приватний музей трипільської культури у світі. Учасник всесвітніх конференцій і виставок. 
Музей названо на честь країни Аратти, про яку є згадки в Шумерських літописах, і яку Юрій Шилов вважає розташованою на території сучасної України.
2012 року музей закрили для відвідувачів. За словами директора це зробили через зміну власника будівель. Станом на червень 2017 року продовжував бути зачинений.
За час роботи прийняв понад 200 тис. відвідувачів.

## Експозиція
Експозиція музею складається з понад 500 предметів, основу яких складає приватна колекція Поліщука, розбитих на дві теми:
- На другому поверсі у двох залах представлені предмети побуту і знаряддя праці часів трипільської культури[1], зібраних на території від Чорного моря до Дунаю, правобережної України, Молдови і Румунії. Вік предметів 5-9 тис. років[3].
- У двох залах першого поверху представлені речі побуту і знаряддя праці, писанки, вишиванки українців 19-го — початку 20 століття[1].

На подвір'ї музею відтворене тогочасне двоповерхове житло з дерева та глини.